# Bovaro dell'Entlebuch
Il bovaro dell'Entlebuch è una razza canina svizzera appartenente al gruppo dei bovari svizzeri.

## Storia
L'Entlebucher è il più piccolo cane dei cani da montagna svizzeri. Proviene dall'Entlebuch, una valle nella regione dei cantoni Lucerna e Berna.  La prima descrizione sotto il nome "entlibucherhund" è datata 1889, ma per molto tempo dopo questa data, non furono fatte differenze fra il bovaro dell'Appenzell e l'Entlebuch Cattle Dogs.  Nel 1913 quattro esempi di un incrocio di questo cane con il Bobtail furono presentati all'esposizione canina a Langenthal e presentati ad Albert Heim, il grande protettore dei cani da montagna svizzeri. In accordo con il verdetto dei giudici, entrarono nello Swiss Canine Stud Book (SHSB) come la quarta razza di cane da montagna. Ad ogni modo, il primo standard fu steso per la prima volta solo nel 1927. Dopo il 28 agosto 1926, la data di fondazione della Swiss Club of Entlebuch Cattle Dogs fondata dal Dott. B. Kobler, questa razza fu pubblicizzata come una razza pura. Come il piccolo numero di razze entrate nello SHSB (Swiss Stud Book) mostra, la razza si diffuse lentamente.

## Carattere
Brioso, con un forte spirito e senza paura. Di buona natura e devoto alle persone familiari che lo sono con lui, leggermente sospettoso degli estranei. Non può essere utilizzato come cane da guardia. Intelligente e facile da addestrare.

## Malattie
Nonostante le piccole dimensioni anche il Bovaro dell'Entlebuch è soggetto alla displasia dell'anca (HD). 
Le altre patologie più ricorrenti in questa razza sono quelle ereditarie connesse all'apparato visivo quali
- la cataratta
- L'Atrofia Progressiva della Retina (PRA)
- La goniodisplasia: una malformazione dell'angolo iridocorneale che non consente un corretto drenaggio dell'umor acqueo causando un aumento della pressione oculare. Se non diagnosticata in tempo e curata può essere la causa di un glaucoma e quindi di una possibile cecità del cane. Per la goniodisplasia non è ancora noto l'esatto meccanismo di trasmissione genetica, per cui non è ancora possibile eseguire un test mirato sul dna.

Altre patologie ereditarie, ma meno frequenti, in questa razza sono:
- L'ectopia ureterale (UE), una malformazione degli ureteri che anziché aprirsi nella vescica si aprono direttamente nell'uretra causando incontinenza
- Brachyuria, ovvero coda corta o cortissima. Nel Bovaro dell'Entlebuch quando il gene è presente in omozigosi causerà la morte intrautero degli embrioni che lo portano. Per questo motivo i cani con Brachyuria sono esclusi dall'allevamento pur essendo cani sanissimi a tutti gli effetti.
- L'anemia emolitica[senza fonte]

## Allevamento

### Austria
In Austria l'allevamento dell'Entlebuch e il rilascio del relativo pedigree può essere effettuato solo da un allevatore approvato dall'associazione austriaca del Bovaro Svizzero (VSSÖ Verein für Schweizer Sennenhunde in Österreich).
I requisiti previsti sono:
- Esame per escludere la cateratta agli occhi
- Esame del dna per escludere l'atrofia progressiva della retina
- Esame per escludere la goniodisplasia
- Esame per escludere la displasia all'anca
- Esame per escludere l'ectopia ureterale

### Italia
In Italia l'allevamento dell'Entlebuch e il rilascio del relativo pedigree può essere effettuato solo da un allevatore riconosciuto ENCI con regolare affisso.
I prerequisiti per essere un allevatore ENCI con regolare affisso sono:
- Possedere almeno due fattrici della razza allevata
- Aver prodotto e iscritto almeno due cucciolate appartenenti alle fattrici di cui sopra al libro genealogico italiano
- Non aver subito condanne o non aver un procedimento in corso per reati:
  - a tutela del sentimento per gli animali
  - in merito all'attività di allevamento svolta o al commercio di cani
- Aver sottoscritto il codice etico dell'allevatore di cani
- Essere residente in Italia

Ogni esame veterinario o prova di lavoro/carattere sono opzionali e discrezionali.

### Svizzera
In Svizzera l'allevamento dell'Entlebuch e il rilascio del relativo pedigree può essere effettuato solo da un allevatore approvato dal Club Svizzero del Bovaro dell'Entlebuch (SKES Schweizerischen Klub für Entlebucher Sennenhunde) che sottopone i cani da far riprodurre a delle prove di selezione che vanno ripetute annualmente.
I requisiti previsti sono:
- Cane d'età pari o superiore a 18 mesi
- Esame per escludere la cateratta agli occhi non più vecchia di 6 mesi
- Esame del dna per escludere l'atrofia progressiva della retina
- Esame per escludere la displasia all'anca
- Esame per escludere l'ectopia ureterale
- Auscultazione cardiaca a 15 mesi
- Prova di buon comportamento e condotta
- Conformità agli standard di razza